# 勒谢奈
勒谢奈（法語：Le Chesnay，法語發音：[lə ʃɛnɛ] ⓘ）是法國法蘭西島中北部伊夫林省的一个旧市镇。2019年1月1日，勒谢奈与市镇罗康库尔合并为新市镇勒谢奈-罗康库尔，勒谢奈为新市镇行政中心。

## 地理
勒谢奈（48°49'13"N, 2°7'49"E）面积4.24 平方千米，位于法国法蘭西島大區伊夫林省，距離巴黎市中心16.7 km（10.4 mi）。這裡的大多數居民都居住在集體住宅。都市附近多是森林。
与勒谢奈接壤的市镇（或旧市镇、城区）包括：沃克勒松、拉塞勒圣克卢、罗康库尔、凡尔赛。
勒谢奈的时区为UTC+01:00、UTC+02:00（夏令时）。

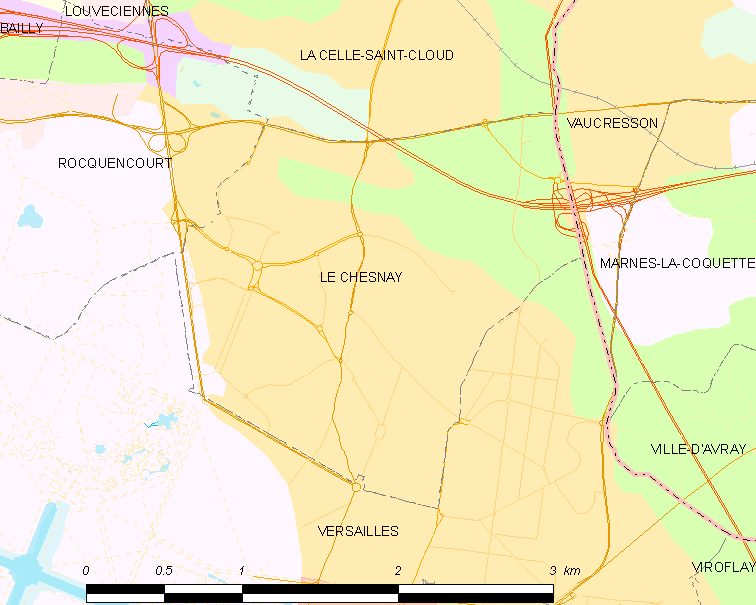
勒谢奈的OSM定位图

## 行政
勒谢奈的邮政编码为78150，INSEE市镇编码为78158。

## 政治
勒谢奈所属的省级选区为勒谢奈-罗康库尔县。

## 经济
戰後這裡開設了購物中心，其規模在西歐居於前列。

## 人口

1962-2008年间勒谢奈人口变化图示

勒谢奈于2018年1月1日时的人口数量为27683人。

## 友好城市
- 德国 黑彭海姆（1975年4月12日）